# Histoire de Madère

Drapeau de Madère.

Carte topographique de l'archipel de Madère.

Madère (Madeira en portugais) est un archipel du Portugal composé de l'île du même nom, et de plusieurs autres petites îles. Il est situé dans l'océan Atlantique, au large du Maroc.
Cet article traite de son histoire.

## Préhistoire
Comme tous les archipels de Macaronésie, l'archipel de Madère est composé d'îles d'origine volcanique situées sur la plaque africaine, la dernière éruption remonte à 6 000 ou 7 000 ans. L’île principale, d'une superficie de 750 km2, a la particularité d’être très verdoyante par rapport à d'autres îles volcaniques, lui conférant des paysages remarquables qui en font une destination de renommée pour la randonnée pédestre.
- Géologie de Madère (en)

## Antiquité
Selon Gilbert Pillot, qui a mené une enquête sur le voyage d'Ulysse dans l'Odyssée, Madère serait l'île d'Éole où le dieu confia le Zéphir à Ulysse en prenant soin d'enfermer les vents contraires dans un sac en cuir.
Les Phéniciens auraient pu visiter l’archipel dès l'antiquité :  le récit du Périple de Hannon, mentionne un certain nombre d'escales, au-delà de l’île de Cerné en actuelle Mauritanie, dont l'une pourrait être l'archipel.
Selon l'historien gréco-romain Plutarque (46-125), Quintus Sertorius (126-72), magistrat et militaire romain, marianiste, gouverneur romain en Hispanie, initiateur de la guerre sertorienne (80-72), après des interventions en Maurétanie et en Lusitanie, aurait pu mener des repérages maritimes, du côté des Îles des Bienheureux.

## Avant 1400
Pour apprécier l'état, à cette époque, des cartes de cette zone de l'Atlantique, il convient de se reporter à :
- Histoire de la géographie, Histoire de la cartographie
- Figure de la Terre dans l'Antiquité, Mappemondes anciennes
- Figure de la Terre au Moyen Âge
- Géographie et cartographie dans le monde arabo-musulman médiéval, Liste de géographes musulmans
- Grandes découvertes, Républiques maritimes, Royaume de Majorque (1229-1715)

L'existence de Madère n'est attestée qu'en 1351 sur un portulan de Florence, ainsi que dans certains documents arabes.
L'hypothèse du passage d'un équipage de bateau viking, escale ou naufrage, entre le IXe et le  XIe siècle, sans trace d'aucun artefact humain, s'appuie sur une présence animale collatérale. L'étude d'ossements de souris (mus musculus) atypiques sur l'île, datant du XIe siècle, indique que les rongeurs sont arrivés entre l'an 800 et 1036. Leur ADN mitochondrial les rapproche des populations de Scandinavie et d'Allemagne du Nord. Sur l'île, elles se sont diversifiées en six nouvelles espèces (leur hybridation engendre une descendance stérile) et leur nombre de chromosomes est passé de 40 (souche originelle) à 22 à 30 pour les descendants insulaires.
Le manuscrit Libro del Conoscimiento, manuel héraldique et géographique, écrit dans le royaume de Castille, est présenté comme le récit de voyage d'un frère franciscain en 1305 en Europe, Afrique et Asie, mais son authenticité est discutée. Sont évoquées des îles nommées "Leiname", "Diserta" et "Puerto Santo", pouvant correspondre à l'archipel de Madère.
Robert Machin (en), (supposé) aventurier anglais du 14e siècle, est à l'origine d'un récit, tout autant romanesque, se déroulant à l'époque du roi d'Angleterre Édouard III (1312-1377) et duc d'Aquitaine. Les deux amants, Robert Machim et Anna d'Arfet, fuyant l'Angleterre en 1346, auraient été pris dans une tempête et emportés jusqu'à Madère, dans un lieu nommé après eux Machico, et où, en 1419, le Portugais João Gonçalves Zarco aurait trouvé une croix gravée de leurs deux noms (Mc Kean, Dorset), et aurait fait construire la "capela dos Milagres" (chapelle des Miracles), plusieurs fois reconstruite.
L'hypothèse de la circumnavigation chinoise (thèse pseudo-historique de 2002), avec ou sans exploration/découverte d'îles atlantiques  s'appuie sur la personnalité de l'amiral chinois Zheng He (1371-1433) et surtout sur la carte Kangnido (1402, Corée) d'authenticité douteuse.
L'hypothèse d'exploration et/ou de découverte arabo-musulmane d'îles atlantiques ne s'appuie encore sur aucun document authentique de navigation.

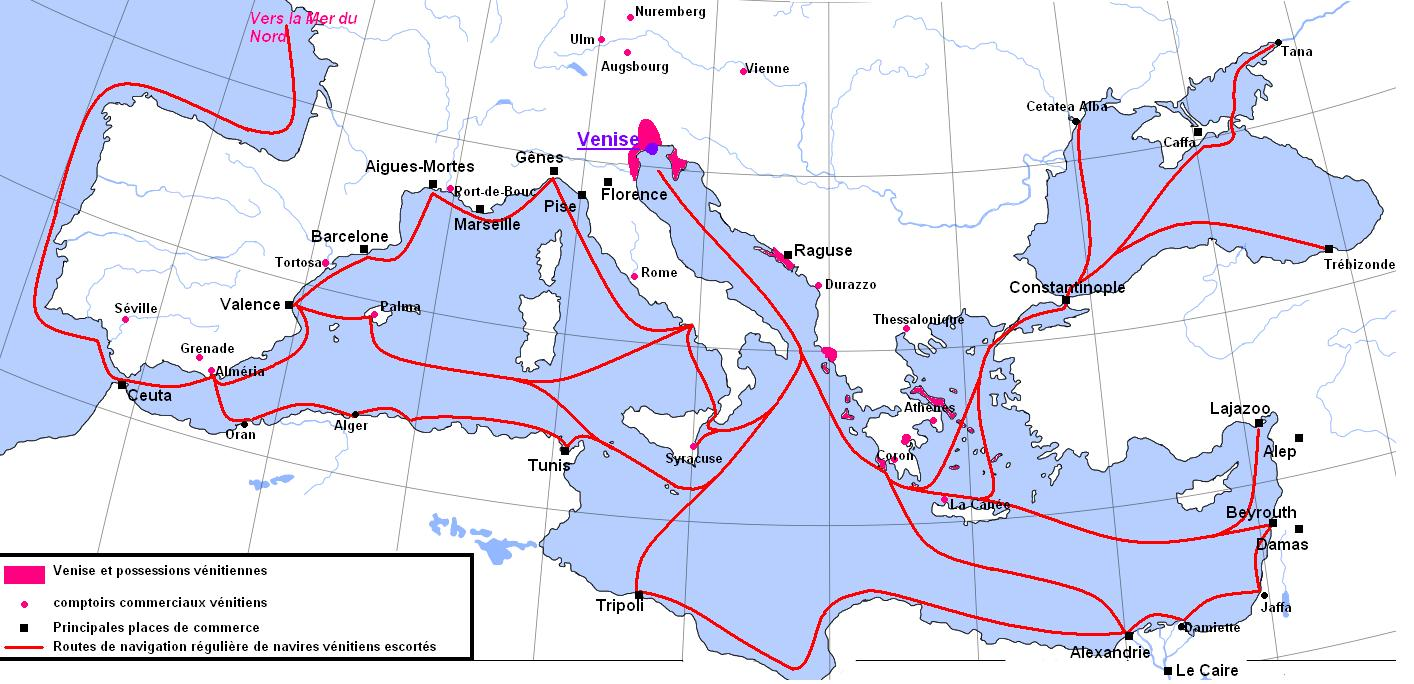
Réseau commercial de Venise
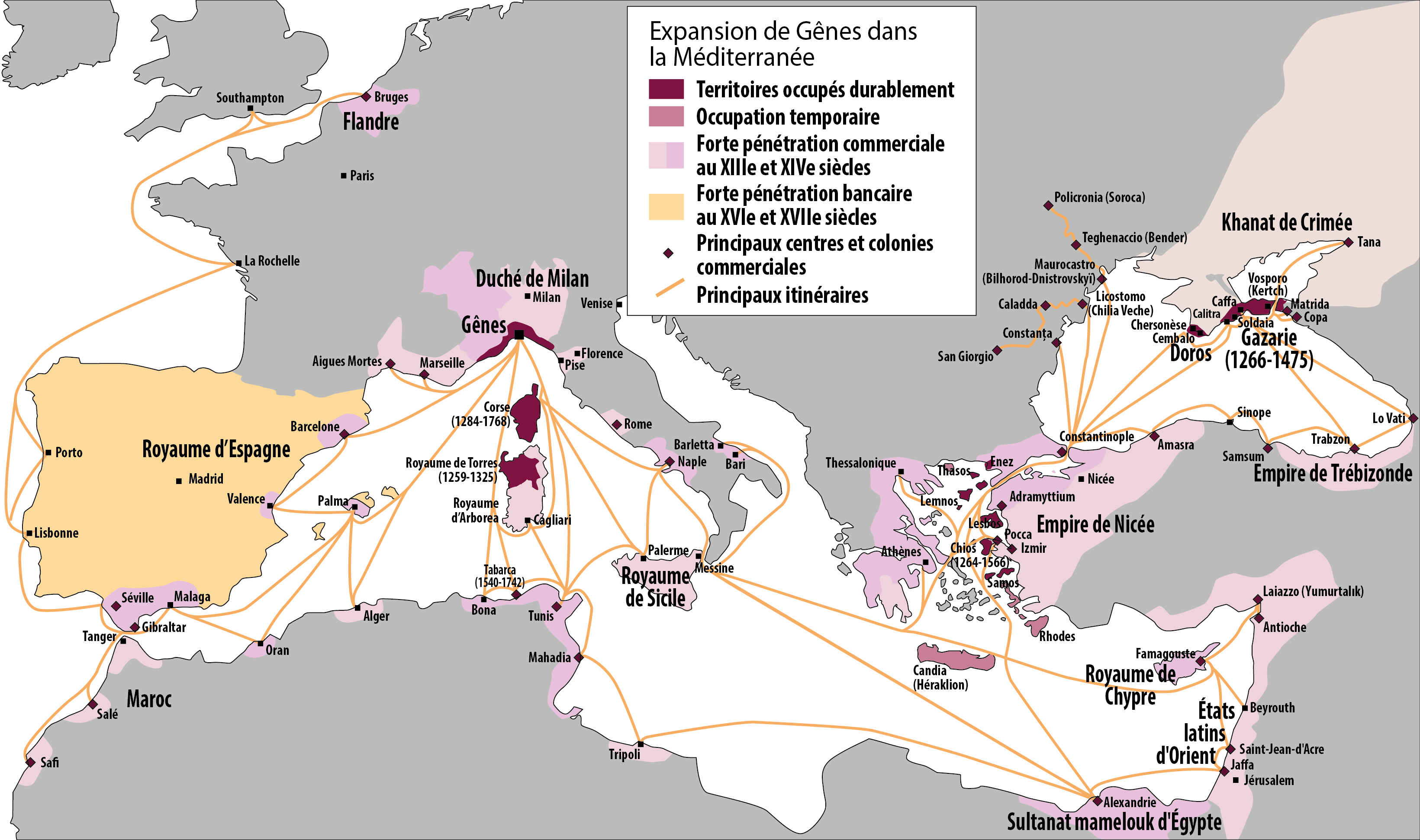
Réseau commercial de Gênes
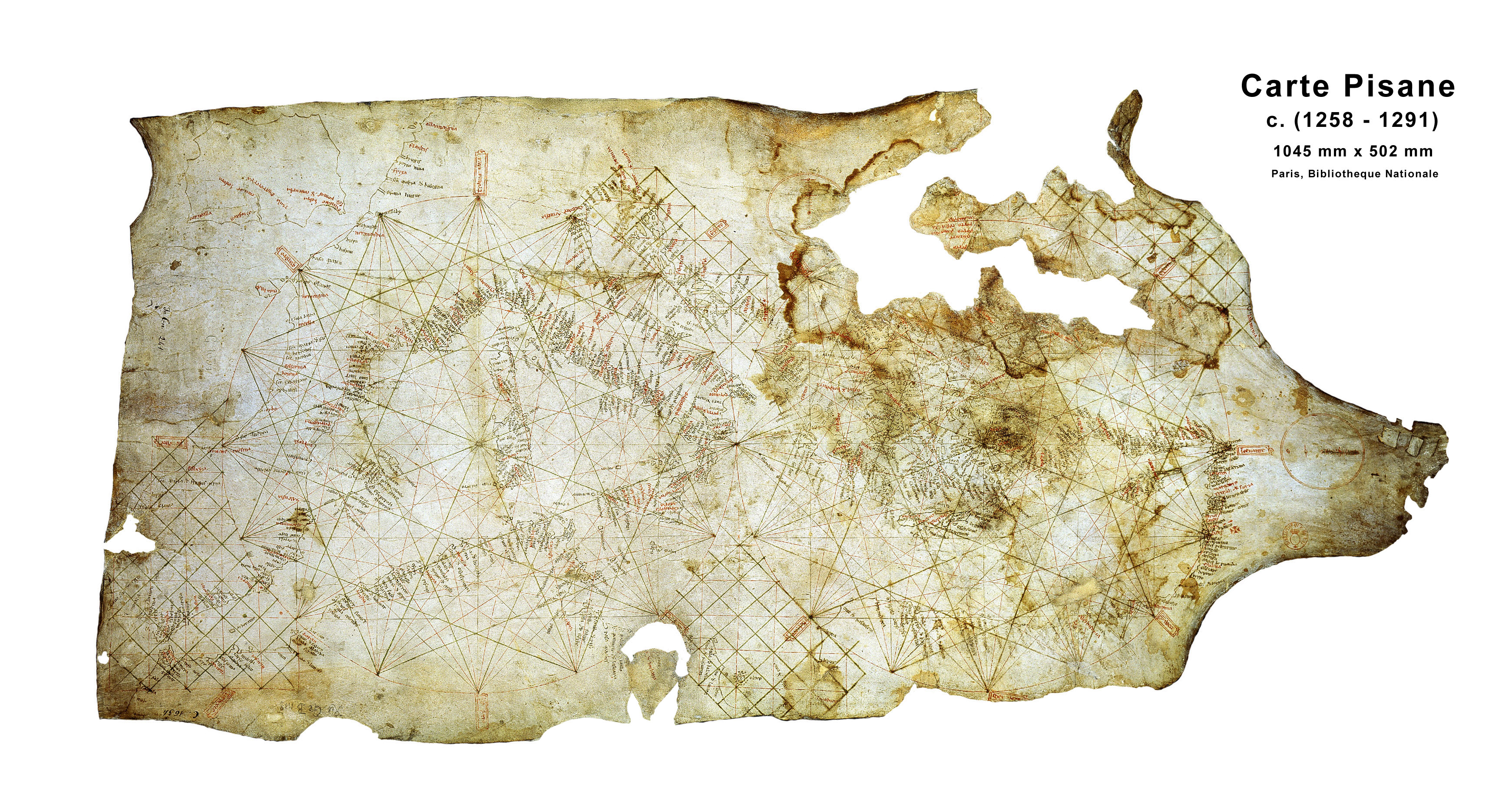
Carta Pisana (vers 1260-1290)
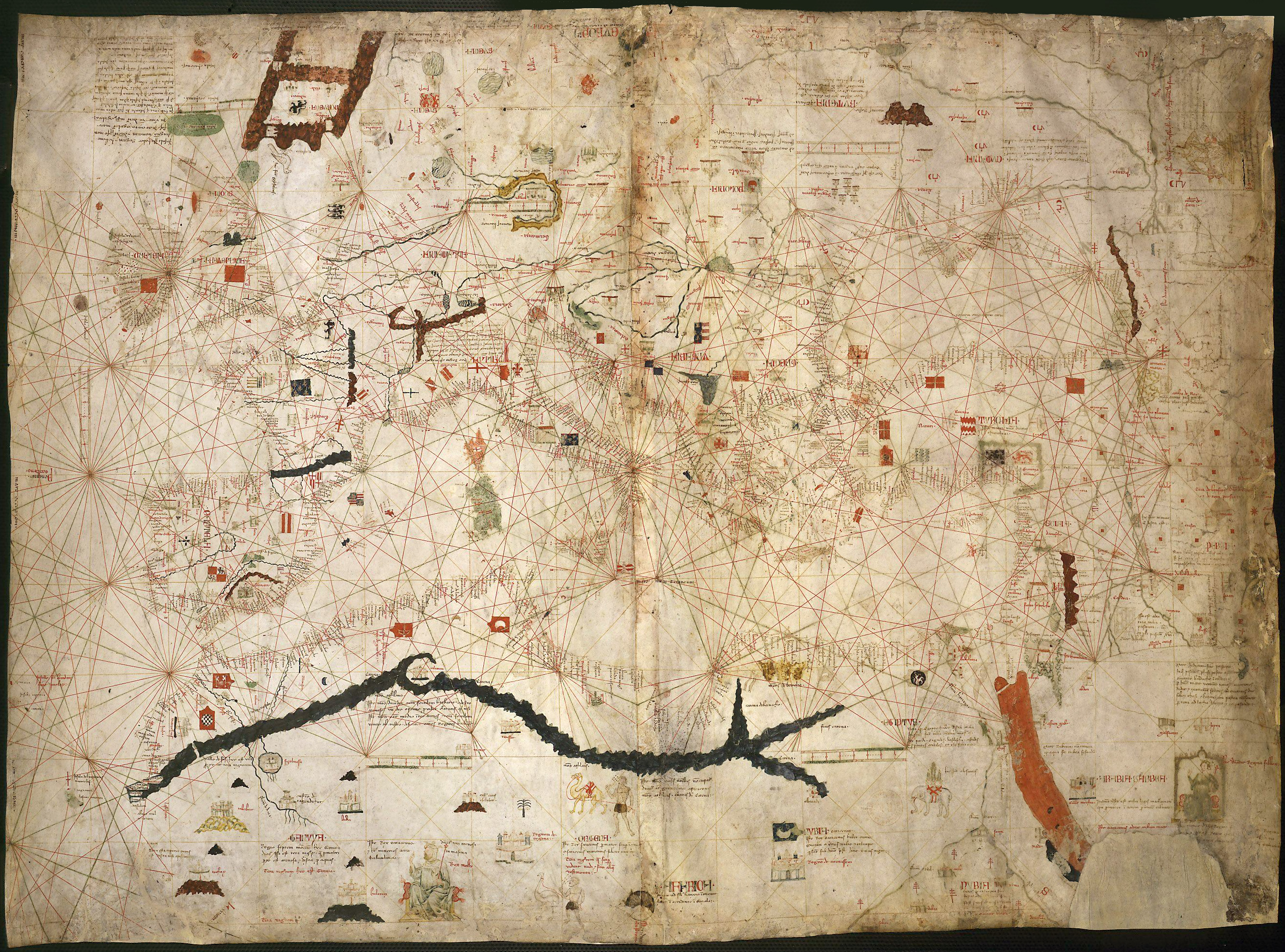
Angelino Dulcert (1339)
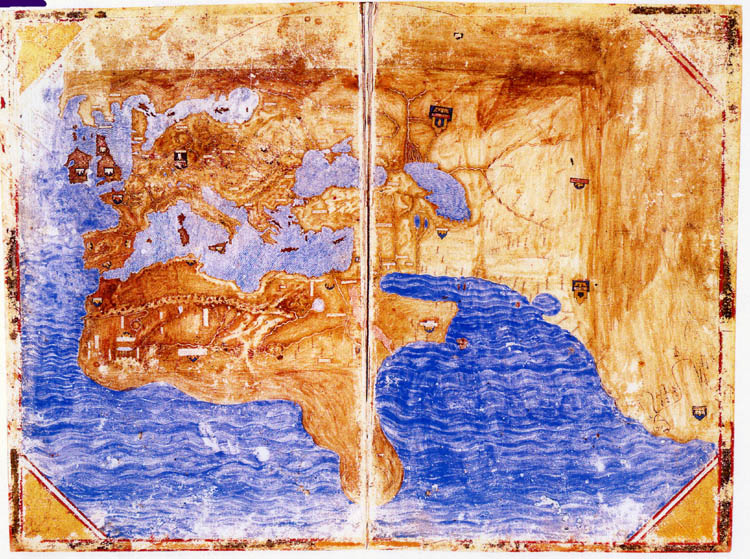
Portulan médicéen (Medici-Laurentian Atlas, 1351)
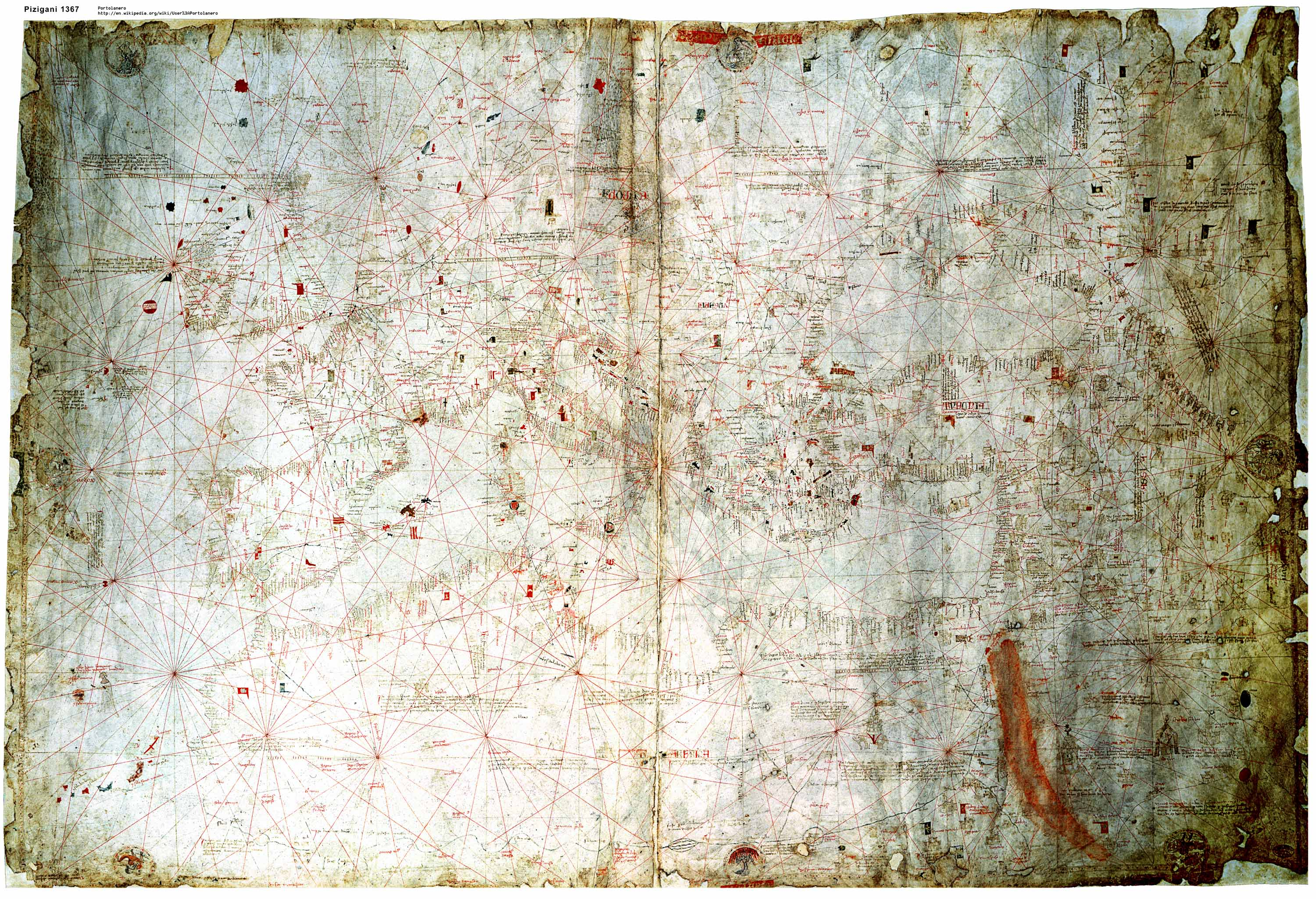
Domenico et Francesco Pizzigano (en) (1367)
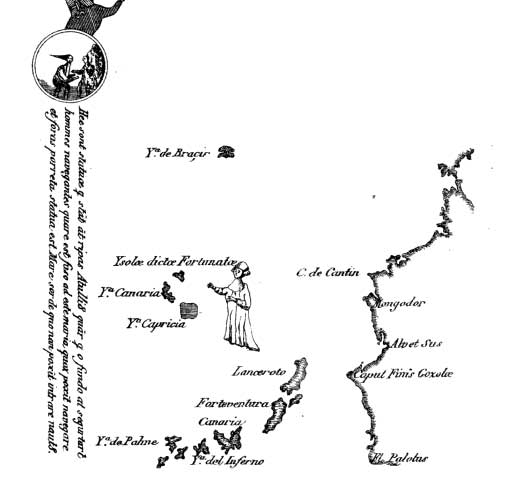
Détail de la carte des frères Pizzigano (1367)
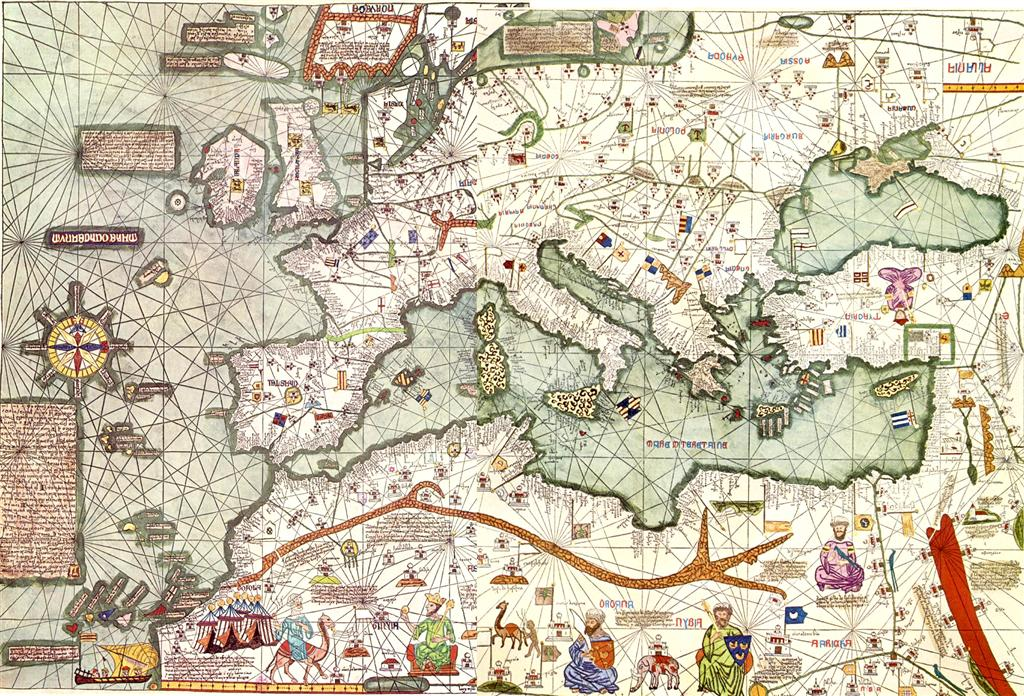
Atlas catalan (vers 1375)
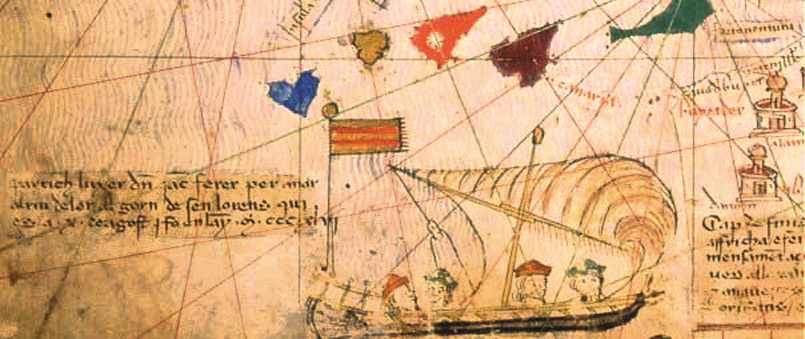
Abraham Cresques et/ou Jehuda Cresques (vers 1375)
Guillem Soler (vers 1380)
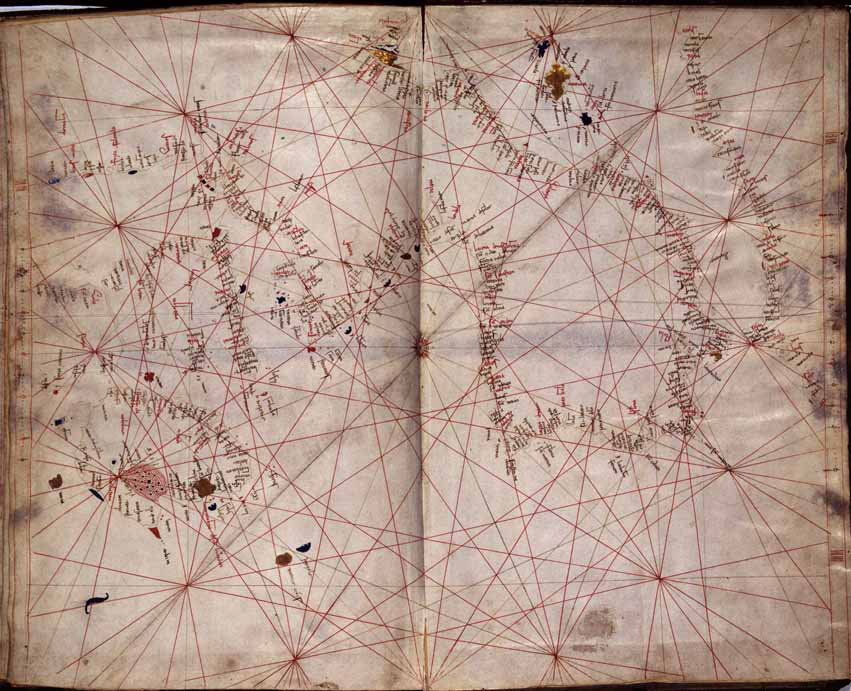
Atlas Corbitis (1384-1410), p.3
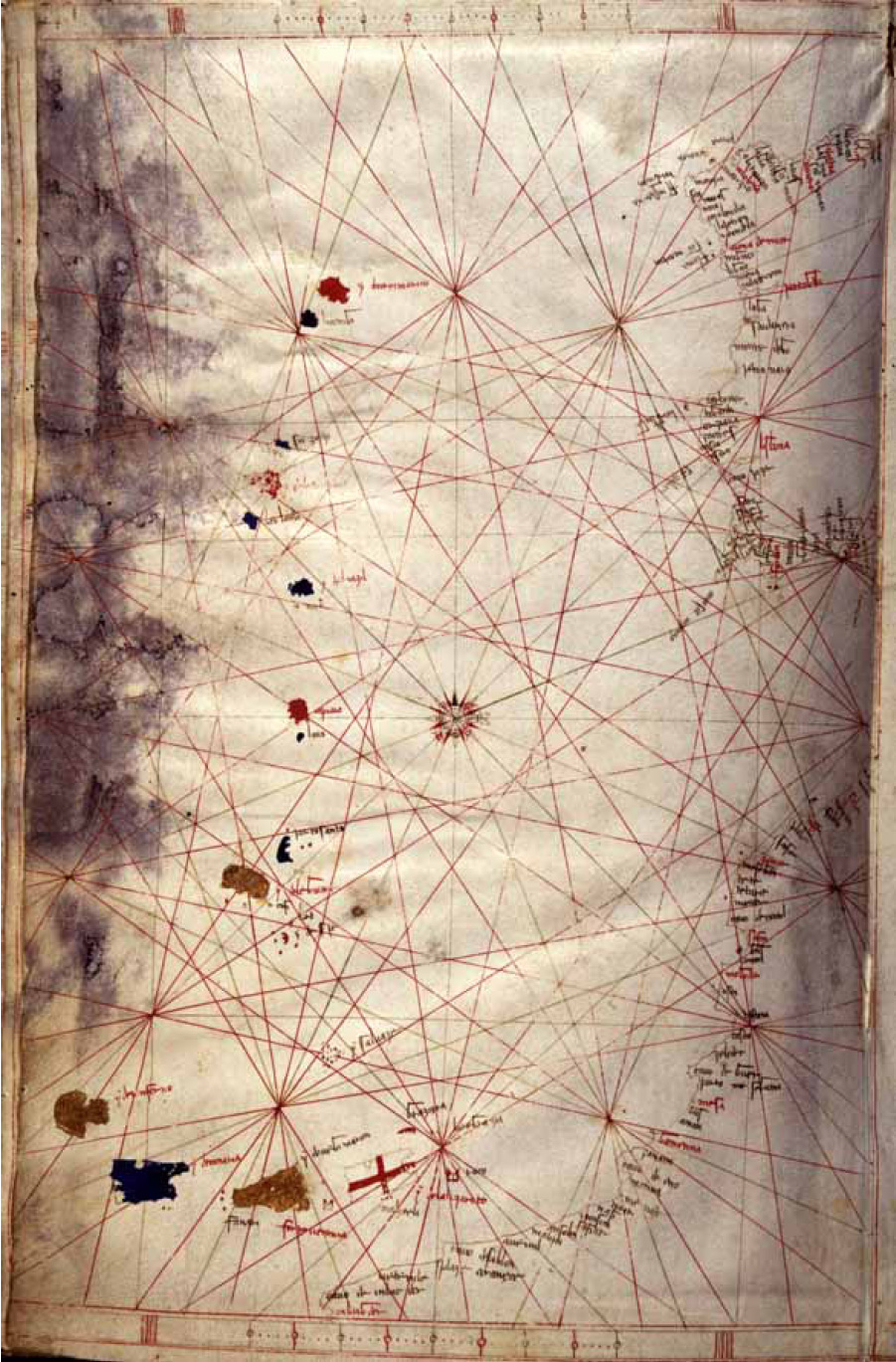
Atlas Corbitis (1384-1410), p.4
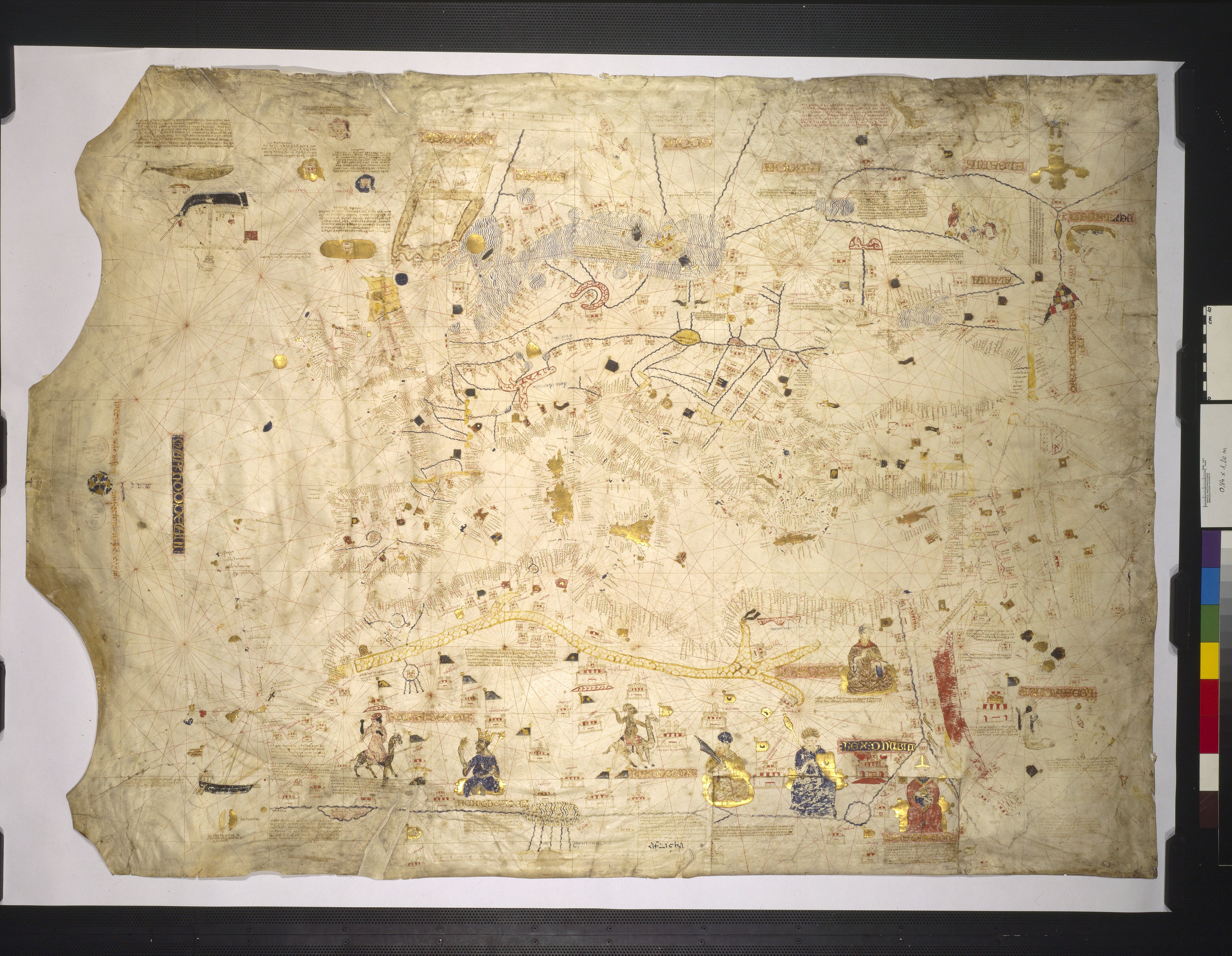
Mecia de Viladestes (pt) (1413)
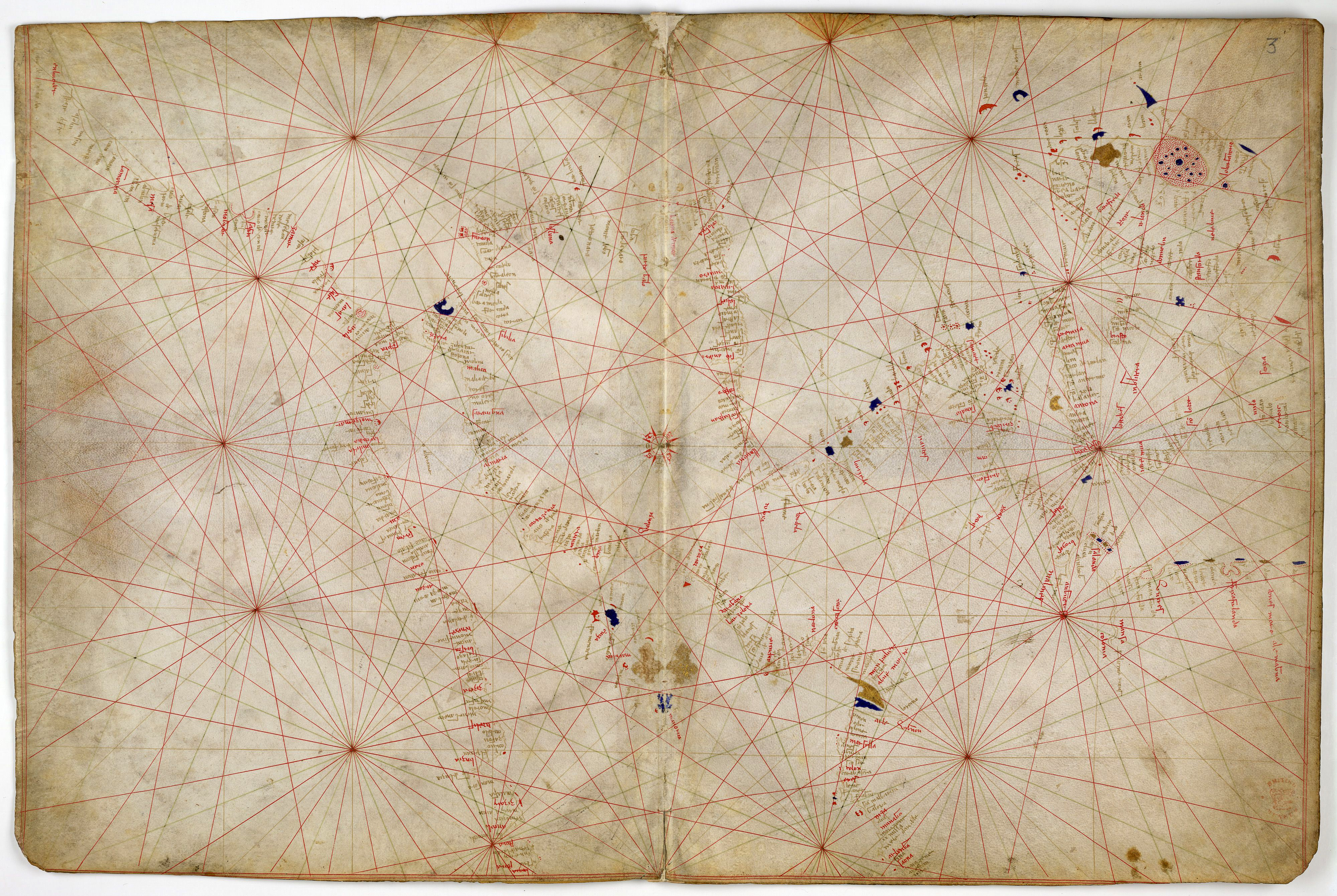
Atlas de Pinelli–Walckenaer (1400-1425)
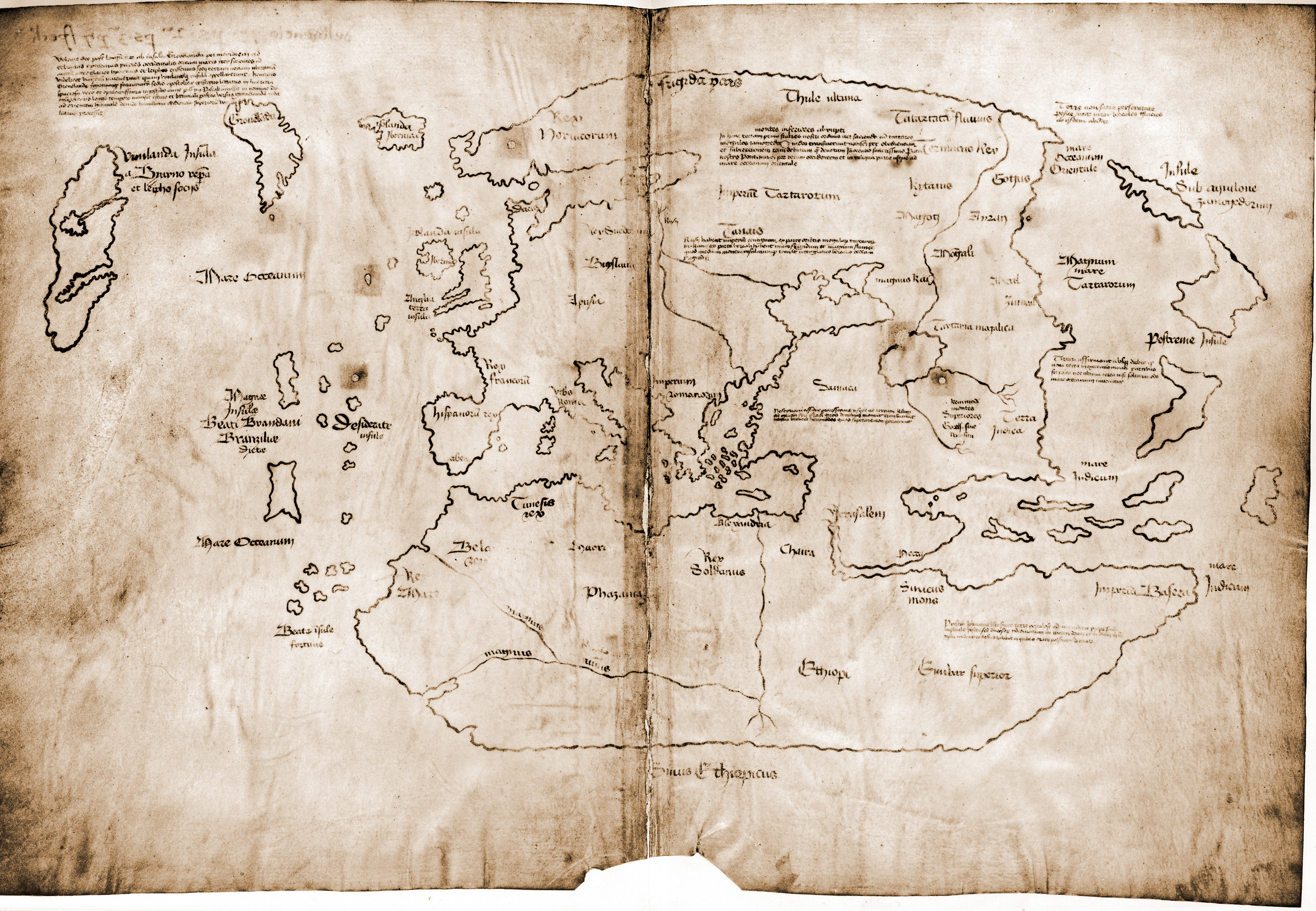
Carte du Vinland (1435 ?)
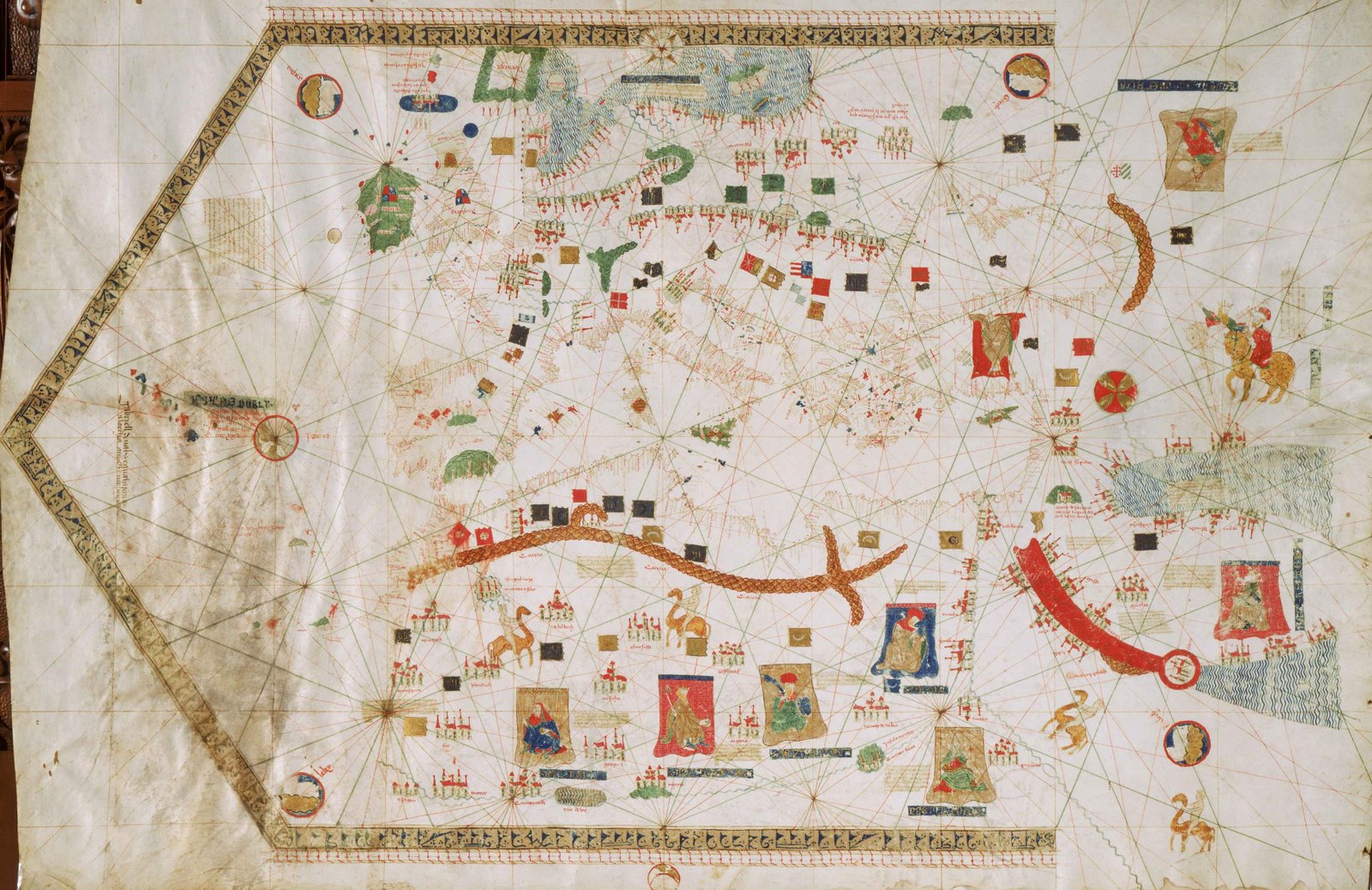
Gabriel de Vallseca (1439)
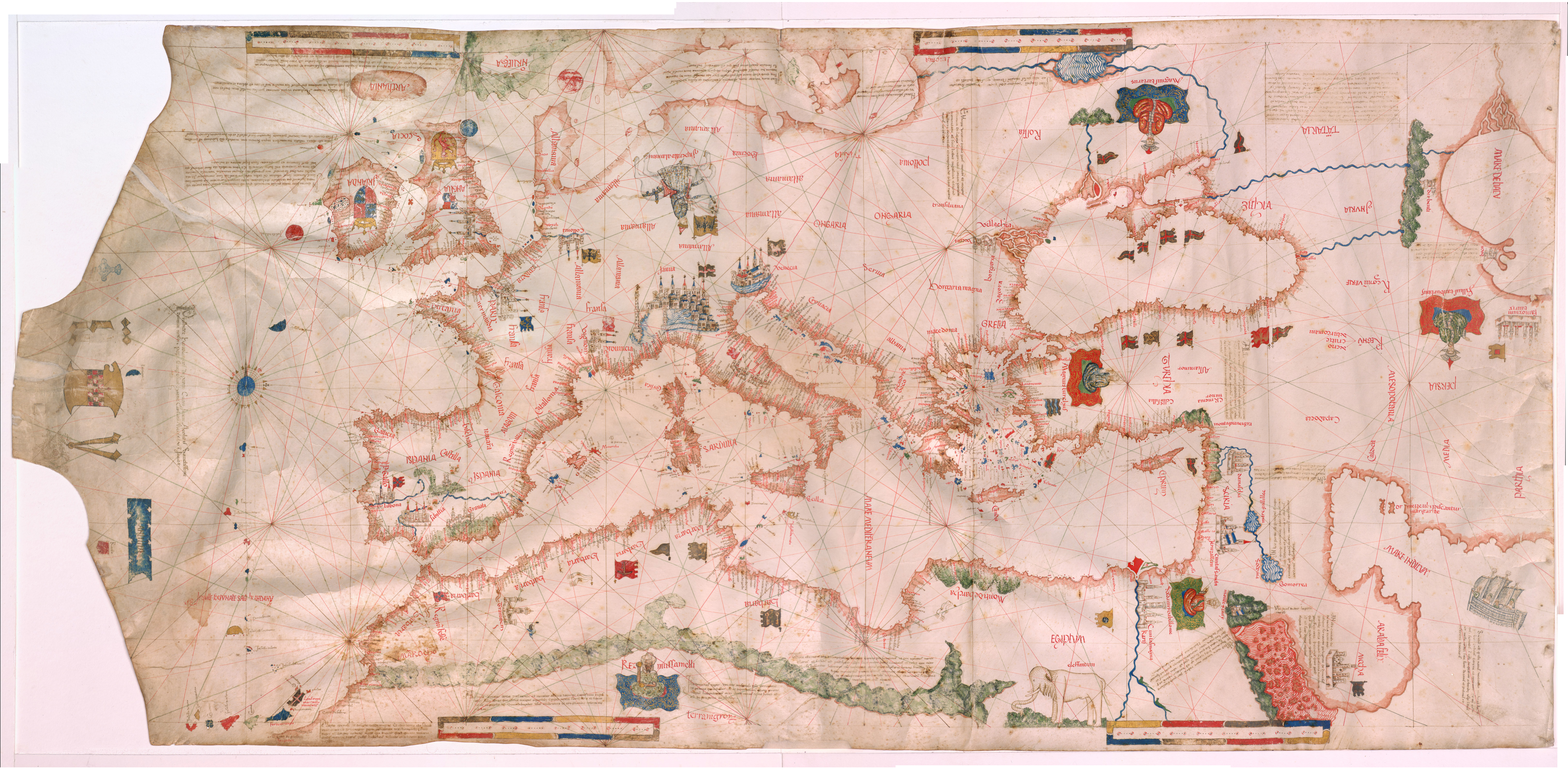
Bartolomeo Pareto (en) (1455)
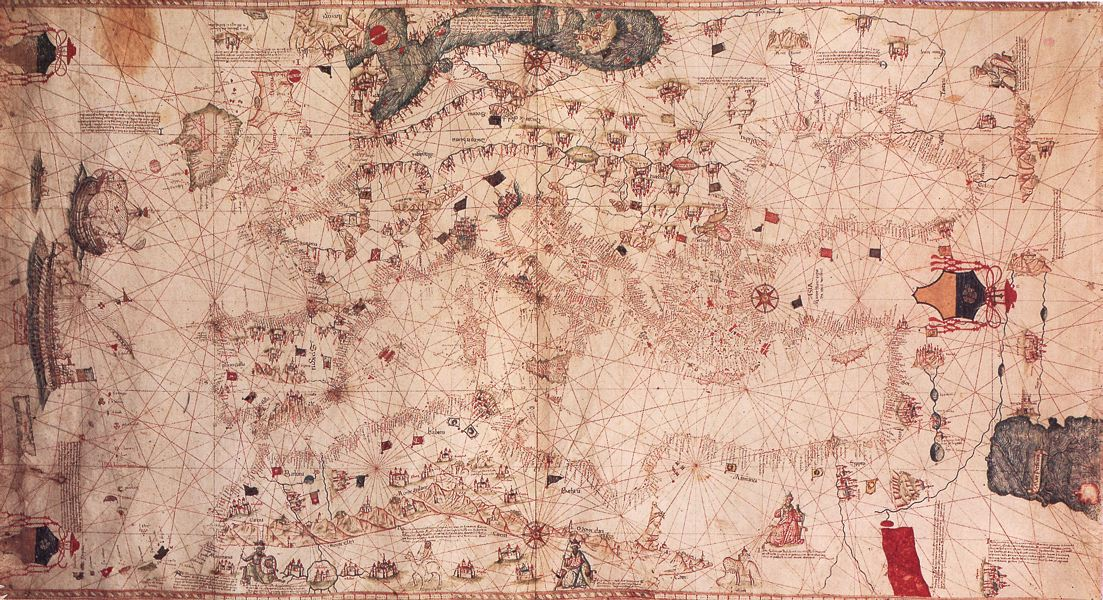
Grazioso Benincasa (1482)
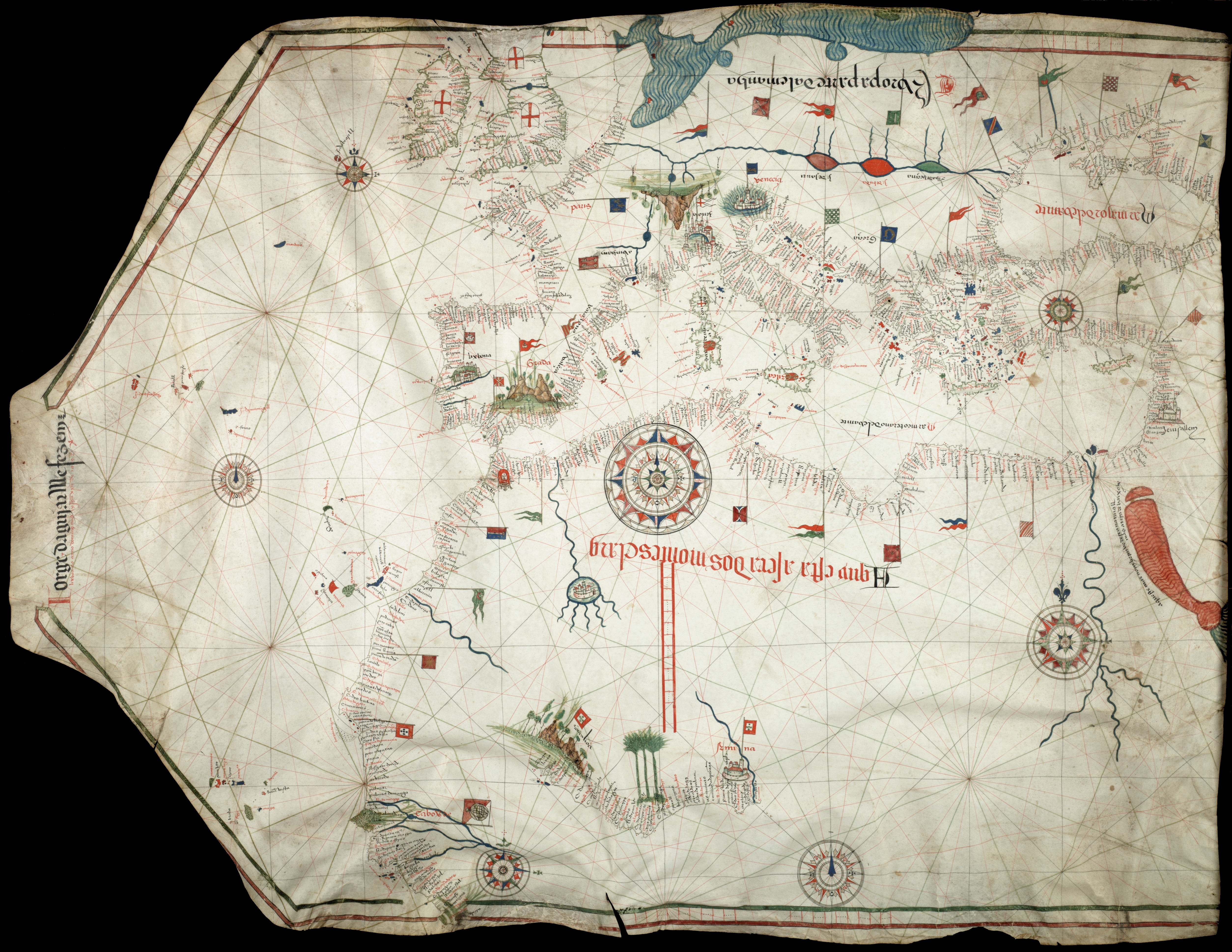
Jorge de Aguiar (1492)
Planisphère de Cantino (1502)

## Découverte

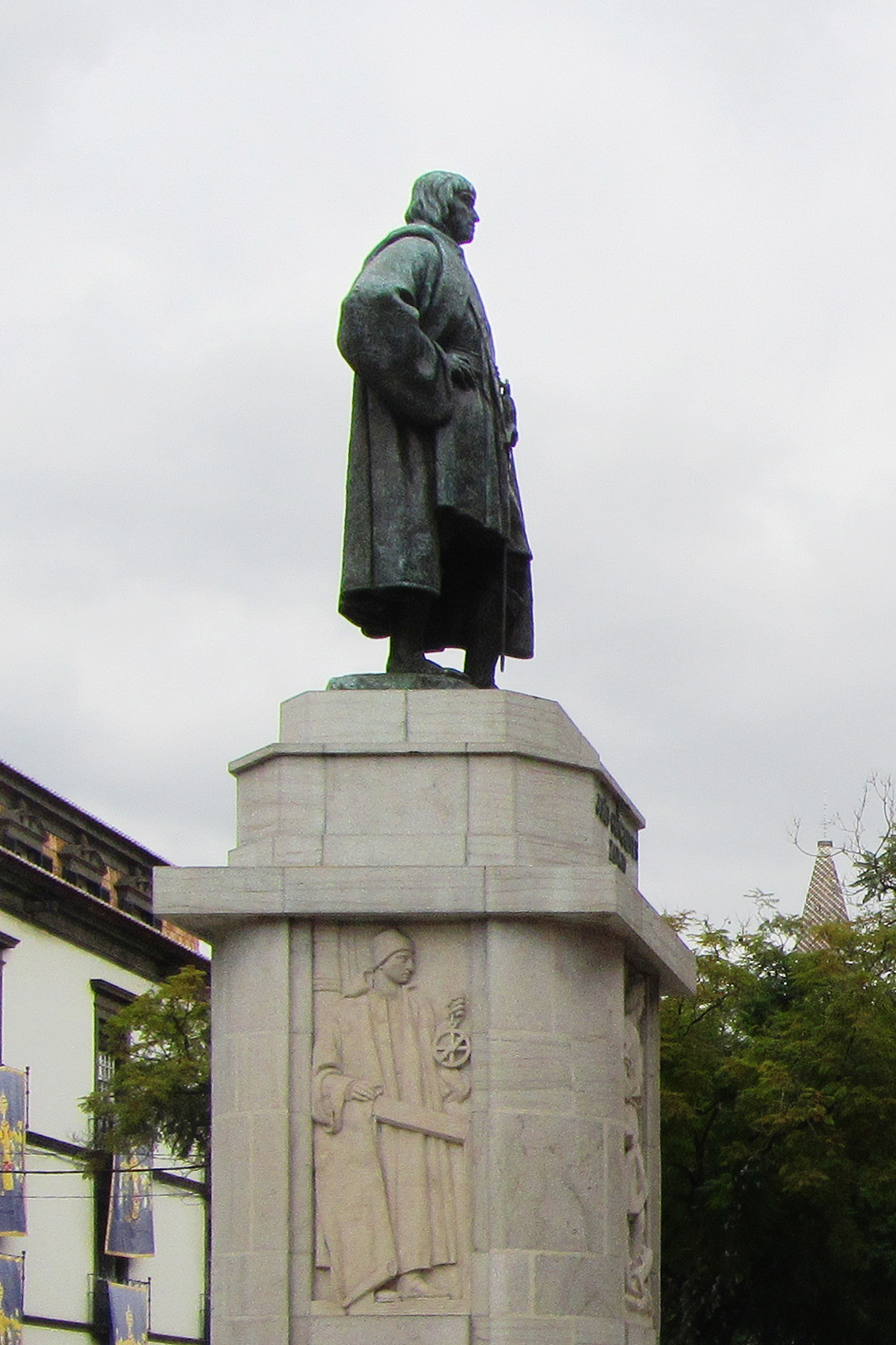
Statue à la mémoire du découvreur João Gonçalves Zarco.

En 1418, l'île de Porto Santo est reconnue par João Gonçalves Zarco (1390-1471, chevalier de l'Ordre du Christ de la Maison de Henri le Navigateur) et Tristão Vaz Teixeira (1395c-1480).
En 1419, commence l'histoire officielle de Madère, lorsque João Gonçalves Zarco, Tristão Vaz Teixeira et Bartolomeu Perestrelo (1394c-1457c) font reconnaître Madère (île et/ou archipel) comme une terre du royaume portugais.
À partir du XIVe siècle, les Portugais et les Espagnols se disputent la côte ouest de l'Afrique, ce qui a pour conséquence l'annexion rapide de certains territoires, particulièrement insulaires.
C'est le cas pour Madère, où le point d'ancrage des navigateurs est l'emplacement actuel du port de Machico.
L'Ordre du Christ, ordre militaire religieux fondé en 1319, en pleine reconquista, et dont le grand-maître est à cette époque le roi Henri le Navigateur, est responsable, entre autres, des découvertes armées de l'archipel des Canaries, de l'archipel de Madère, de l'archipel du Cap-Vert, et de la Sierra Leone (Serra Leoa). Il est en grande part à l'origine de la formation de l'Empire colonial portugais, et un grand bénéficiaire.
Le 23 septembre 1433, l'île de Madère apparaît pour la première fois sur une carte sous le nom d'"Ilha da Madeira" (Île du Bois).

## Colonisation et développement

### Débuts difficiles (1420-1566)

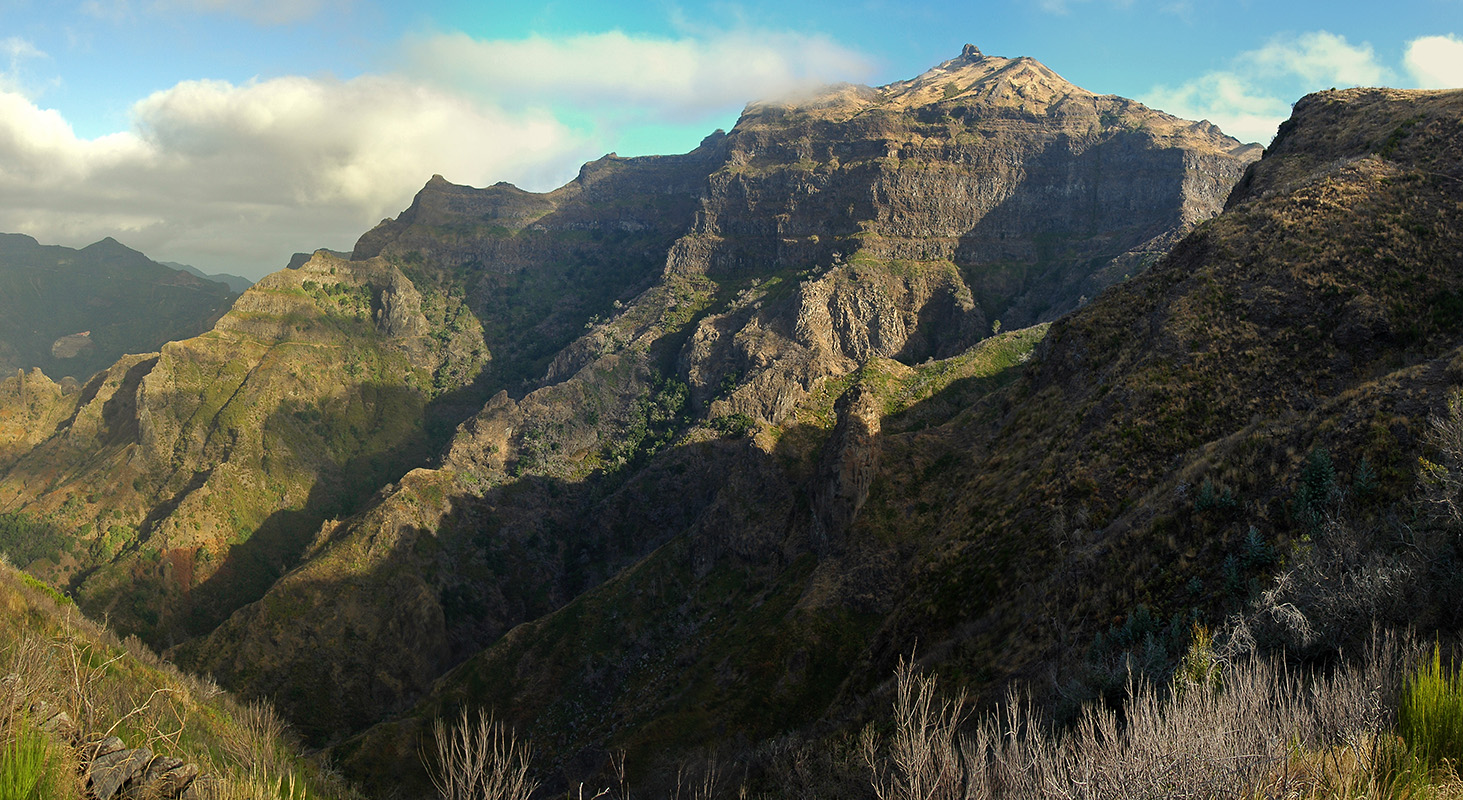
Paysage madérien.

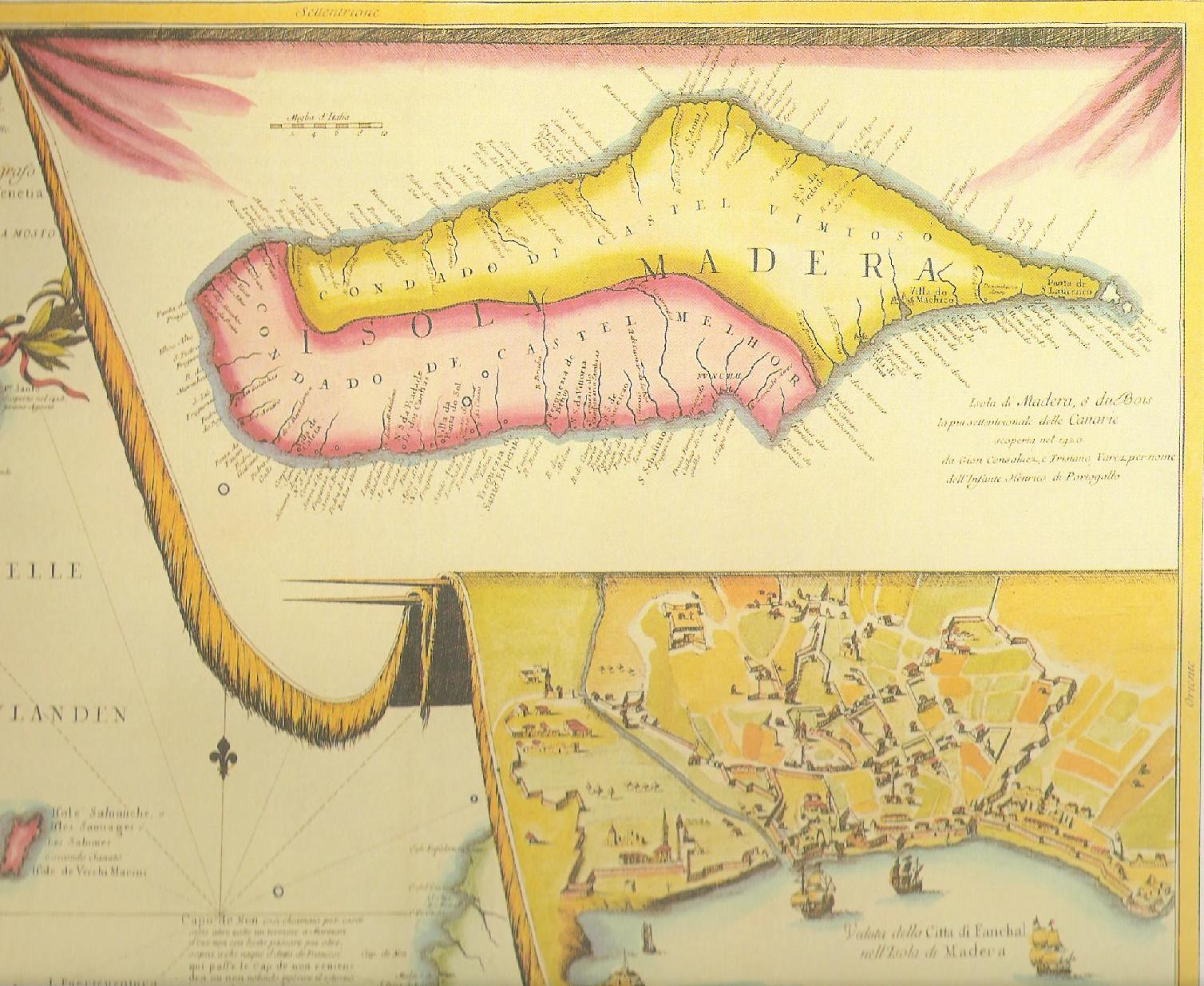
Carte de Madère, XVIIe siècle.

Afin de devancer le développement espagnol, le plan colonial portugais sur Madère est mis en œuvre immédiatement.
De 1420 à 1427, l'île est victime de graves incendies. Mais les Portugais se rendent compte que ce drame apparent cache un avantage : les cendres fertilisent la terre. Celle-ci étant d'origine volcanique et comme l'eau est abondante, le territoire madérois devient un lieu de prédilection pour l'agriculture, ce qui poussera les colons à importer de la canne à sucre et de la vigne. Les récoltes sont un succès.
L'archipel est un point de passage important pendant l'époque des grandes découvertes. Christophe Colomb y séjourne en 1478. C'est cette escale, pendant laquelle il rencontre sa femme, qui lui donnera l'idée de faire une expédition vers les Indes. Il participe à faire connaître les vertus de Madère.
En 1552, Madère compte 30 000 habitants, dont environ 3000 esclaves.
Dès 1521, le sol appauvri de Madère ne fournit plus de production de canne à sucre satisfaisante pour l'exportation. De nombreuses exploitations sucrières se réorientent vers la viticulture, à partir de cépages originaires de Chypre, de Crète et de Sicile.
En 1566, un corsaire français, Pierre Bertrand de Montluc (pt), pille l'île avec une troupe de 1 300 hommes, arrivée à Funchal dans 11 gallions. Il vole les réserves de sucre et tue 300 personnes.

### Périodes espagnole et anglaise (1580 - 1814)
En 1580, Philippe II d'Espagne se proclame roi du Portugal : Madère devient ainsi possession espagnole. Pendant son règne, l'île perd son monopole sucrier au profit du Brésil.
En 1662, elle passe aux mains des Anglais avec Charles II lorsqu'il épouse Catherine de Bragance (l'île est rendue au Portugal après le règne du roi). L'Angleterre fait de Madère un domaine vinicole important et autorise l'exportation vers les colonies américaines. C'est le premier vin étranger dont les colons du Nouveau Monde peuvent bénéficier.
Le Traité de Lisbonne (1668) met fin à l'annexion espagnole du Portugal et de ses possessions. Le Portugal recouvre son indépendance, mais comme le traité a été négocié et signé grâce à la médiation du roi Charles II d'Angleterre, de nombreuses concessions surtout économiques sont accordées aux Anglais.
En 1801, les troupes anglaises débarquent à Madère en vue de le protéger d'une éventuelle invasion française, qui ne peut avoir lieu grâce à la signature de la paix d'Amiens. Elles sont de retour entre 1807 et 1814 sans qu'un conflit soit déclenché.

### Période moderne (1852-1974)

#### 1852-1914
Entre 1852 et 1873, trois maladies déciment plantations et habitants de l'île : le mildiou tout d'abord, qui détruit 90 % des plantations. En 1856, le choléra fait 7 000 victimes humaines. En 1873, le reste des cultures est détruit par le phylloxera.
Le gouvernement portugais développe le tourisme dans ce territoire attrayant dès les années 1890, en concevant parallèlement des services en métropole.
Le recensement de 1891 indique une population de 132 223 habitants.
En 1901, l'archipel reçoit la visite de Charles Ier, roi de Portugal et son épouse.
En 1905, les Allemands de la "Madeira Aktiengesellschaft", dirigée par le prince Friedrich Karl Hohenlohe-Öhringen, lancent la construction à Madère de Hospital dos Marmeleiros (pt), sanatorium pour soigner gratuitement une quarantaine de tuberculeux de la population locale. L'exemption fiscale dont les Allemands disposeraient entraîne un conflit diplomatique avec les Anglais qui exigent l'équivalent pour leurs projets d'intérêt public. Le projet allemand se double d'hôpitaux modernes, mais le contrôle des plans semble indiquer des établissements de luxe, plus adaptés dans l'hypothèse d'une colonisation. La découverte d'armes et de munitions provoque la confiscation de tous les biens allemands à Madère en 1914.
La construction est interrompue, s'achève en 1930, sous le nom d'hôpital Santa Casa da Misericórdia de Funchal.

#### 1914-1945
Madère entre en guerre en 1916, après déclarations de guerre croisées. Comme l'archipel est une position stratégique pendant la Première Guerre mondiale, il est bombardé par les sous-marins allemands, avec destruction de trois navires. La bataille de Funchal a lieu en décembre 1916.
Le 12 décembre 1917, Funchal est à nouveau bombardé par deux sous-marins allemands.
Charles Ier, dernier empereur d'Autriche, renonce au trône le 11 novembre 1918, s'exile (Autriche, Suisse) avant d'être capturé en Hongrie, remis aux Anglais, qui lui permettent de rejoindre Madère en novembre 1921 ou il décède quelques mois d'hiver plus tard en 1922, de bronchite aiguë.
L'Histoire du Portugal est agitée au Portugal et dans ses colonies, dont, pour l'archipel de Madère :
- Révolte de Farinha (pt) (4 février 1931), contre un décret centralisateur,
- Révolte de Madère (4 avril 1931), ou des Îles, ou des Déportés), soulèvement militaire contre le régime de dictature nationale (1926-1933).

Le régime dictatorial salazariste domine le Portugal et son empire de 1933 jusqu'en 1974.
Pendant la Seconde Guerre mondiale, le Portugal étant réputé neutre et non belligérant, Madère peut accueillir des réfugiés européens à titre humanitaire, environ 2 000, depuis Gibraltar, menacée par l'opération Felix.

#### 1945-1974
Madère, île et archipel, reste très lié aux mouvements de biens, de capitaux, et de militaires, entre la métropole et les colonies portugaises d'Afrique.
Né dans les guerres coloniales portugaises (1961-1975), le Mouvement des Forces armées (portugais : Movimento das Forças Armadas, MFA, 1973), mouvement révolutionnaire portugais, fait tomber la dictature de l'Estado Novo en 1974 lors de la Révolution des Œillets.

### Territoire autonome (1974 - aujourd'hui)
En 1974, après un coup d'État, Madère acquiert le statut de territoire autonome, ce qui lui retire la tutelle portugaise sans lui donner une indépendance totale. En 1976, le gouvernement et le système politique sont mis en place : un exécutif propre et une assemblée législative régionale les composent. Avec cette officialisation, Madère devient  une région ultrapériphérique de l'Union européenne.
Le Front de Libération de l'Archipel de Madère (pt) (1975-1978, FLAMA), a réactivé un certain temps un sentiment indépendantiste ou au moins autonomiste.
Madère entre dans l'Union européenne en 1986. Aujourd'hui, c'est une région ultrapériphérique de l'Union Européenne, et un territoire très touristique.
En décembre 2012, est créé le Mouvement Madère-Autonomie (pt) (MMA), visant à redéfinir le statut actuel d'autonomie, pour le développement des activités civiques, des valeurs démocratiques, de l'autonomie régionale réelle.